# Alsókánya
Alsókánya (1899-ig Jesztreb, szlovákul: Jastrabie pri Michalovciach) község Szlovákiában, a Kassai kerület Nagymihályi járásában.

## Fekvése
Nagymihálytól 9 km-re délkeletre, a Feketevíz és a Laborc között fekszik.

## Története
1337-ben említik először. 1676-ban itt állt Banczi Márton kétemeletes fa udvarháza.
A 18. század végén, 1799-ben Vályi András így ír róla: „JESZTREB. Elegyes Tót falu Ungvár Várm. lakosai katolikusok, fekszik Szénához mellynek filiája nem meszsze, határja jó, vagyonnyai külömbfélek”.
Fényes Elek 1851-ben kiadott geográfiai szótárában így ír a faluról: „Jesztreb, orosz-tót falu, Ungh vmegyében, Nagy-Mihályhoz délre 2 órányira: 128 r., 262 g. kath., 5 zsidó lak. Termékeny róna határ. Tölgyes erdő. F. u. gr. Sztáray Albertnő”.
1920-ig Ung vármegye Szobránci járásához tartozott.

## Népessége
1910-ben 528, túlnyomórészt szlovák anyanyelvű lakosa volt.
2001-ben 356 lakosából 295 szlovák és 49 cigány volt.
2011-ben 299 lakosából 247 szlovák volt.
| Év:            | 1994. | 2004.    | 2014.    | 2024.   |
| -------------- | ----- | -------- | -------- | ------- |
| Emberek száma: | 286   | 338      | 293      | 287     |
| Eltérés:       |       | +18,18 % | -13,31 % | -2,04 % |

| Év:            | 2023. | 2024.   |
| -------------- | ----- | ------- |
| Emberek száma: | 289   | 287     |
| Eltérés:       |       | -0,69 % |